# Magnojević Donji
Magnojević Donji je naselje v občini Bijeljina, Bosna in Hercegovina. 

## Deli naselja
Magnojević Donji.

## Prebivalstvo
| Pregled števila prebivalcev po letih | Pregled števila prebivalcev po letih | Pregled števila prebivalcev po letih | Pregled števila prebivalcev po letih | Pregled števila prebivalcev po letih | Pregled števila prebivalcev po letih |
| ------------------------------------ | ------------------------------------ | ------------------------------------ | ------------------------------------ | ------------------------------------ | ------------------------------------ |
| 1948                                 | 1953                                 | 1961                                 | 1971                                 | 1981                                 | 1991                                 |
| -                                    | -                                    | -                                    | 635                                  | 643                                  | 613                                  |

| Narodna sestava prebivalstva po letih                                                                                      | Narodna sestava prebivalstva po letih                                                                                       | Narodna sestava prebivalstva po letih                                                                                      |
| --- | --- | --- |
| 1971 | 1981 | 1991 |
| . skupaj: 635 Srbi 632 (99,52 %) Hrvati 0 (0,00 %) Muslimani 0 (0,00 %) Jugoslovani 0 (0,00 %) drugi in neznano 3 (0,47 %) | . skupaj: 643 Srbi 614 (95,48 %) Hrvati 0 (0,00 %) Muslimani 0 (0,00 %) Jugoslovani 29 (4,51 %) drugi in neznano 0 (0,00 %) | . skupaj: 613 Srbi 612 (99,83 %) Hrvati 0 (0,00 %) Muslimani 0 (0,00 %) Jugoslovani 0 (0,00 %) drugi in neznano 1 (0,16 %) |